# Zagora (Marroc)
Zagora (àrab: زاݣورة, Zāgūra; amazic estàndard marroquí: ⵜⴰⵣⴳⵓⵔⵜ, Tazgurt) és un municipi de la província de Zagora, a la regió de Drâa-Tafilalet, al Marroc. Segons el cens de 2014 tenia una població total de 40.067 persones.
Està flanquejada per la muntanya Zagora a qui la ciutat deu el nom. Originàriament fou anomenada Tazagourt (ⵜⴰⵣⴰⴳⵓⵔⵜ), singular de Tizigirt (ⵜⵉⵣⵉⴳⵉⵔⵜ), que en amazic vol dir 'pics bessons', en referència a la fortalesa dels almoràvits que hi havia. En els antics mapes europeus ja s'indica la muntanya Zagora, però la ciutat en si es va construir al segle xx. Al cim de la muntanya Zagora encara es poden veure les restes d'una fortalesa almoràvit.
La ubicació exacta de l'antiga mesquita almoràvit és encara un tema de disputa.
Cada any, se celebra a Zagora el moussem (festival) del sant sufí mulei Abd-al-Qàdir al-Jilaní. A la ciutat s'hi parla àrab marroquí, chelja i tamazight.
Un signe molt conegut en la ciutat indica «Timbuctu: 52 dies», temps suposat que es triga a arribar a Timbuctu, a Mali, a peu i amb camell. D'aquí va sortir l'expedició de la dinastia sadita vers Timbuctu el 1591.

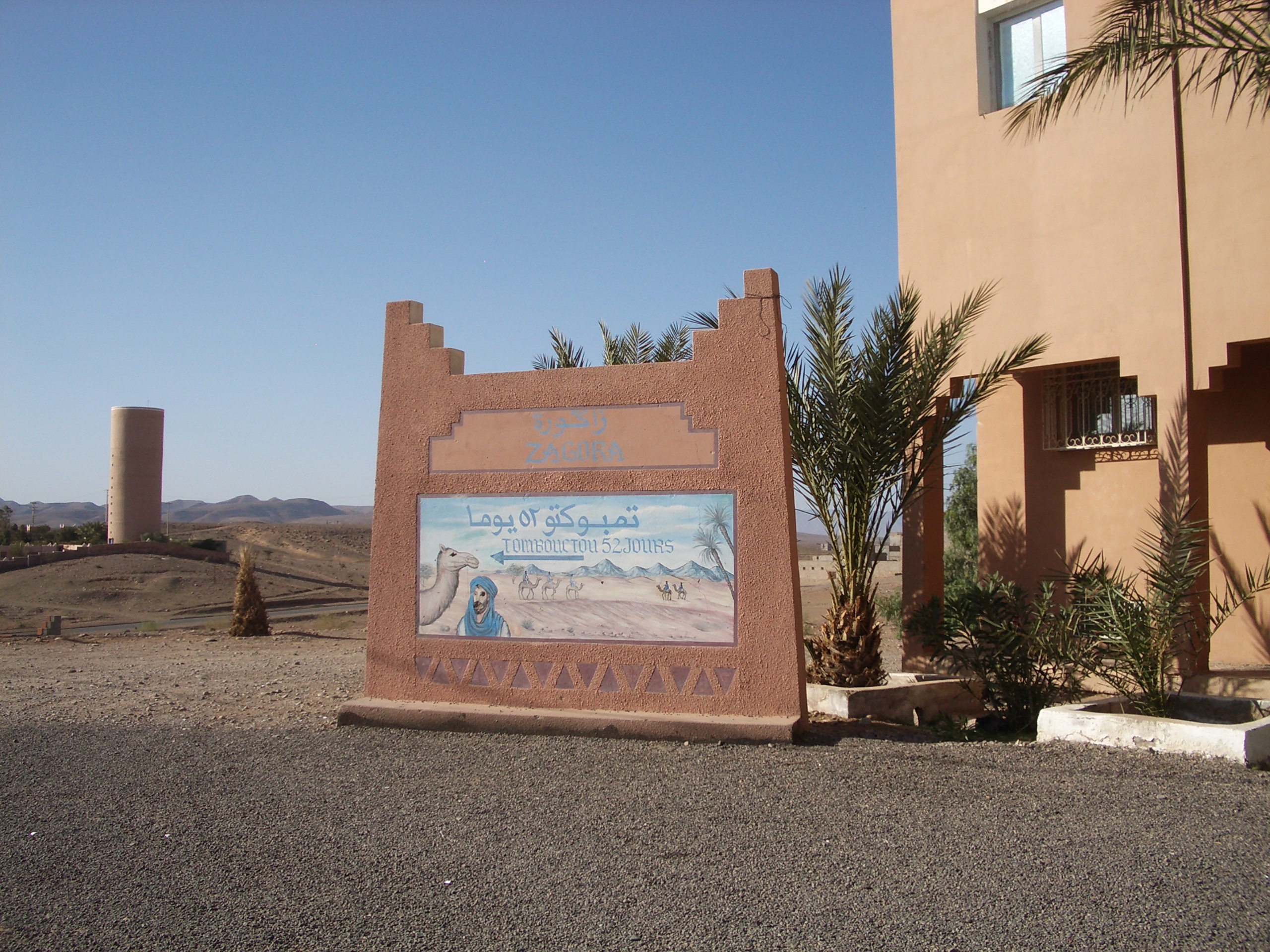
Cartell: Timbuctu, 52 dies

## Cultura
Zagora també és coneguda per esdeveniments internacionals, com ara la marató de Zagora i el Festival de nòmades de M'Hamid.